# Michał Rola-Żymierski
Michał Rola-Żymierski (4. září 1890 Krakov – 15. října 1989 Varšava) byl polský maršál.

## Biografie
Narodil se v roce 1890 v Krakově jako Michał Łyżwiński. V roce, 1913 si změnil příjmení na Żymirski poté, co jeho bratr okradl a zavraždil knihovníka krakovského vydavatelství Gebethner a Wolff. Po protestech rodiny Żymirski si příjmení upravil na Żymierski.
V roce 1914 vstoupil do nově tvořených polských legií. Roku 1917 vystoupil z Rakousko-uherské armády a vrátil se do Krakova. Roku 1918 velel pluku ve 4. pěší divizi. V rusko-polské válce velel II. brigádě, poté 2. pěší divizi legií. Po válce odešel studovat do Francie. Po návratu se stal v roce 1924 brigádním generálem. Po květnovém převratu v roce 1926 byl zatčen. Byl odsouzen a degradován. Po propuštění odešel do Francie. Později v roce 1938 se do Polska vrátil. V roce 1945 byl povýšen na maršála. Zemřel v roce 1989 ve Varšavě.